# Clifford Samuel
Clifford Samuel (* 13. Januar 1990) ist ein Fußballtorhüter von St. Kitts und Nevis.

## Karriere

### Klub
Auf Klubebene ist er beim Conaree FC aktiv.

### Nationalmannschaft
Er hatte seinen bislang ersten Einsatz für die Nationalmannschaft am 22. Juni 2021 bei einer 0:2-Niederlage gegen Trinidad und Tobago während der Qualifikation für die Weltmeisterschaft 2022.